# Dani Díez
Daniel Díez de la Faya dit Dani Díez, né le 7 avril 1993, à Madrid, en Espagne, est un joueur espagnol de basket-ball. Il évolue au poste d'ailier.

## Biographie
Díez est formé à l'Estudiantes Madrid puis au Real Madrid.
En 2009, Díez participe au Championnat d'Europe des 16 ans et moins avec l'Espagne. L'Espagne remporte la compétition,.
Díez participe au Championnat d'Europe des 18 ans et moins en 2011 avec l'Espagne. L'Espagne remporte la compétition et Díez est nommé dans l'équipe-type du championnat avec son compatriote Álex Abrines, le Polonais Przemysław Karnowski et les Serbes Nenad Miljenović et Vasilije Micić.
À l'été 2012, il participe au Championnat d'Europe des 20 ans et moins avec l'Espagne. L'équipe obtient la médaille de bronze et Díez pourtant d'un an plus jeune que les autres joueurs est sélectionné dans l'équipe-type de la compétition avec les Français Léo Westermann (MVP) et Rudy Gobert, le Lituanien Edgaras Ulanovas et le Slovène Klemen Prepelič.
En 2012, il est prêté par le Real au Lagun Agro GBC. Díez revient au Real en 2013 où il intègre l'équipe professionnelle mais joue peu dans un effectif qui comprend de nombreuses stars.
Díez participe de nouveau au Championnat d'Europe des 20 ans et moins à l'été 2013. L'Espagne remporte de nouveau une médaille de bronze et Díez, meilleur marqueur du tournoi, est de nouveau dans l'équipe-type de la compétition avec les Italiens Amedeo Della Valle (MVP) et Awudu Abass et les Lettons Jānis Bērziņš et Kaspars Vecvagars.
Lors de la saison 2014-2015, Díez est de nouveau prêté par le Real au Lagun Agro GBC. Il est nommé meilleur joueur de la Liga lors de la 20e journée avec une évaluation de 36.
Díez devient le leader du Lagun Agro GBC et est nommé meilleur jeune de la saison 2014-2015. Díez se présente à la Draft 2015 de la NBA et est choisi en 54e position par le Jazz de l'Utah.
Le 8 juillet 2015, il rejoint l'Unicaja Málaga pour deux ans,. 
Málaga remporte l'EuroCoupe en 2017 et Díez prolonge d'un an son contrat avec Málaga. En juillet 2019, Díez rejoint l'Iberostar Tenerife pour deux saisons.
En août 2022, Díez s'engage pour une saison avec le Saski Baskonia, club basque qui participe à l'Euroligue.

## Palmarès

### En club
- Vainqueur de la Coupe du Roi 2014
- Vainqueur de l'EuroCoupe de basket-ball 2016-2017

### Distinction personnelle
- Meilleur jeune du championnat espagnol pour la saison 2014-2015